# Ponurnik aksamitny

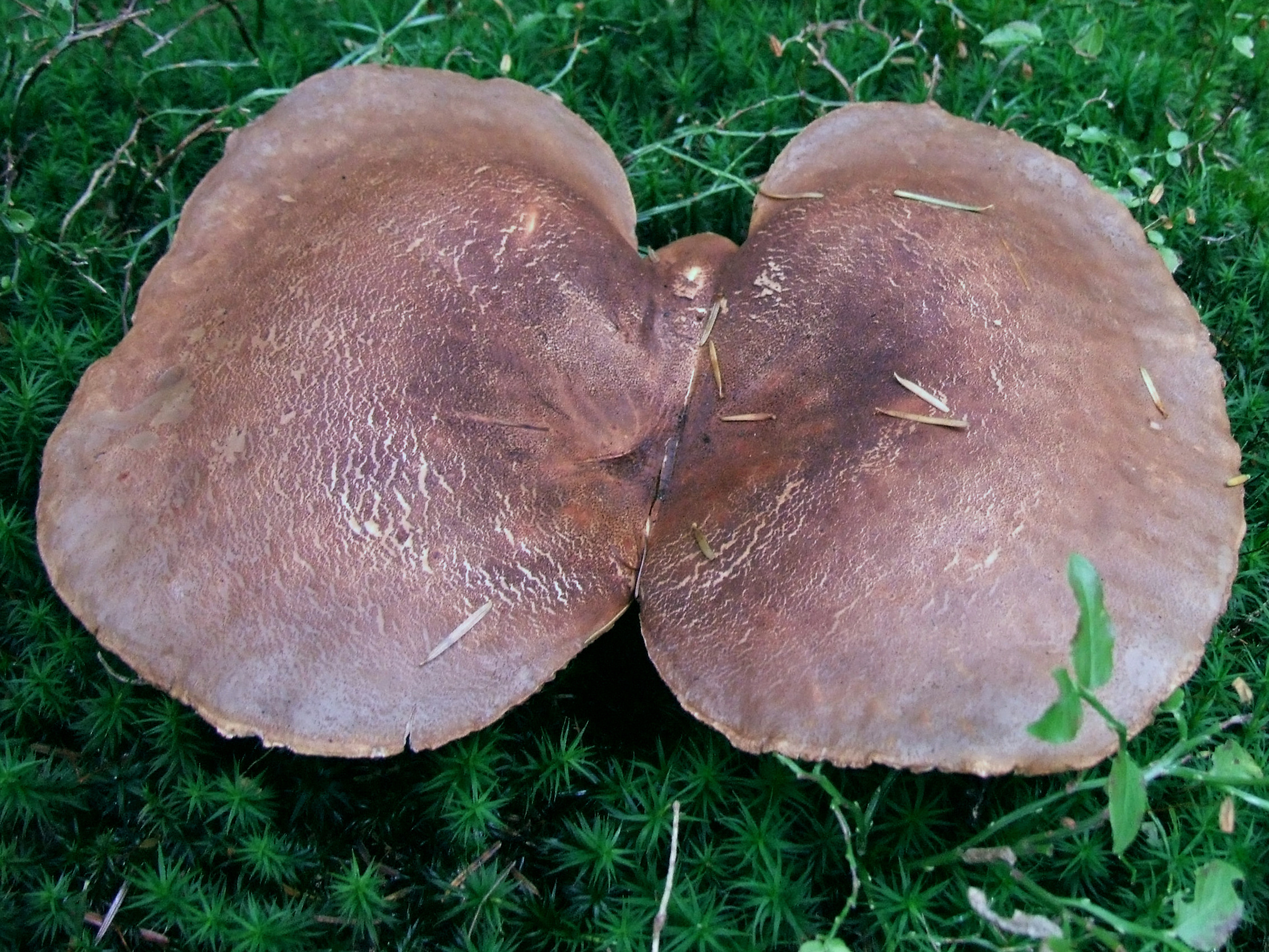
Kapelusz starszego ponurnika aksamitnego

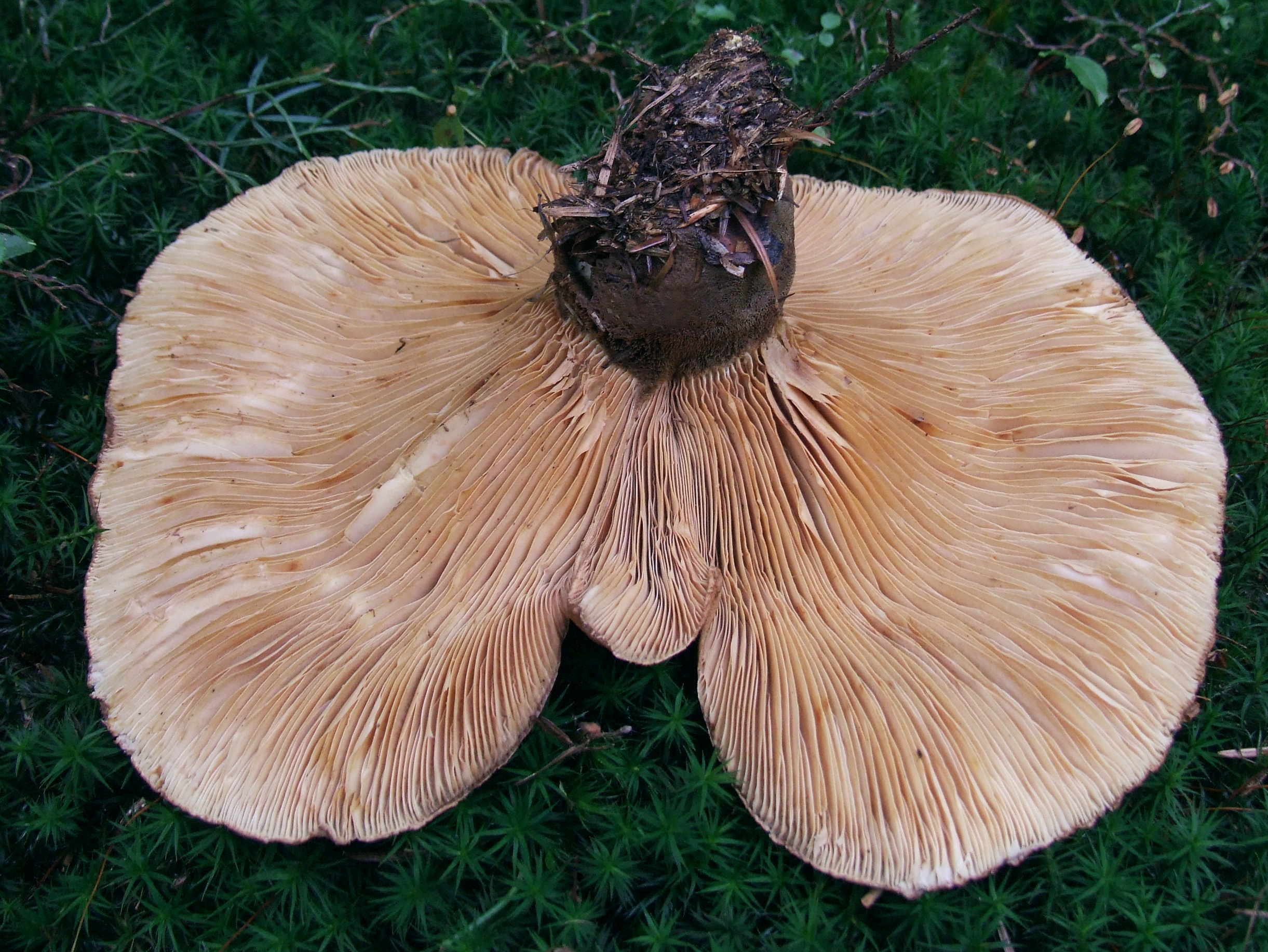
Trzon i blaszki starszego ponurnika aksamitnego

Ponurnik aksamitny (Tapinella atrotomentosa (Batsch) Šutara) – gatunek grzybów z rodziny ponurnikowatych (Tapinellaceae).

## Systematyka i nazewnictwo
Pozycja w klasyfikacji według Index Fungorum: Tapinella, Tapinellaceae, Boletales, Agaricomycetidae, Agaricomycetes, Agaricomycotina, Basidiomycota, Fungi.
Po raz pierwszy takson ten zdiagnozował w 1783 r. August Johann Batsch nadając mu nazwę Agaricus atrotomentosus. Obecną, uznaną przez Index Fungorum nazwę nadał mu w 1992 r. Josef Šutara, przenosząc go do rodzaju Tapinella.
Niektóre synonimy:
- Agaricus atrotomentosus Batsch, Elench. fung. 1783
- Agaricus atrotomentosus Batsch, Elench. fung. var. atrotomentosus
- Paxillus atrotomentosus (Batsch) Fr. 1838
- Paxillus atrotomentosus (Batsch) Fr. var. atrotomentosus
- Rhymovis atrotomentosa (Batsch) Rabenh. 1844
- Sarcopaxillus atrotomentosus (Batsch) Zmitr., Malysheva & E.F. Malysheva

W polskim piśmiennictwie mykologicznym gatunek ten opisywany był w 1960 r. przez Alinę Skirgiełło jako krowiak aksamitny (Paxillus atramentosus). Jednak według Index Fungorum należy on obecnie do rodzaju Tapinella, tak więc nazwa ta jest już niespójna z nazwą naukową. Dawniej inni polscy mykolodzy podawali także inne nazwy tego gatunku: aksamitka, krowia warga, krowi łeb, mięsicha, pieczaryca, pieczeń, psi łeb, świnka czarnokutnerowata, krowiak aksamitka, świnka kutnerowata, gwoździak czarnokutnerowaty, gwoździak kutnerowaty. Nową polską nazwę ponurnik aksamitny podają atlasy grzybów.

## Morfologia
Kapelusz
Dorasta do dużych rozmiarów – średnica do 30 cm. U młodych okazów brzeg podwinięty, skórka matowa i zamszowa, u starszych staje się gładka. Kolor od oliwkowego do ciemnobrązowego, czasami także rdzawobrązowy. Często ma nieregularny kształt.
Blaszki
Gęste i wyraźnie zbiegające po trzonie (szczególnie u młodych okazów). Mają kolor początkowo biały, z wiekiem ochrowożółty. Często połączone są poprzecznymi anastomozami. W uszkodzonych miejscach brązowieją.
Trzon
Grubość ok. 2–4 cm, wysokość ok. 3–7 cm. Jest pełny, twardy, sprężysty i pokryty jest ciemnobrązowym lub czarnym, aksamitnym kutnerem. Zazwyczaj jest ekscentryczny.
Miąższ
Kolor biały lub białożółty, soczysty, kruchy. Smak lekko gorzkawy, zapachu brak.
Wysyp zarodników
Brązowawy lub bladoochrowy. Zarodniki szerokoelipsoidalne, o gładkiej powierzchni i niemal bezbarwne. Rozmiar: 5–7 × 4–4,5 μm.

## Występowanie i siedlisko
Występuje w Europie i Ameryce Północnej. W Polsce jest dość częsty.
Owocniki wyrastają od sierpnia do października, głównie w lasach iglastych i mieszanych. Rośnie zwykle na obumarłych korzeniach i na znajdującym się w ziemi spróchniałym drewnie. Występuje na różnych gatunkach drzew, ale najczęściej na sosnach i świerkach.

## Zastosowanie
Saprotrof. Grzyb niejadalny. Mimo dużych rozmiarów nie znajduje zastosowania w życiu człowieka. Andreas Gminder, autor przewodnika dla grzybiarzy pisze: „… ma tak okropny smak, że jeszcze nikomu nie udało się przyrządzić go tak, by był zjadliwy". Jego gorzki smak nie zanika podczas gotowania, smażenia, suszenia, ani innych znanych sposobów przetwarzania grzybów.